# 珊瑚藤属
珊瑚藤属（学名：Antigonon）是蓼科下的一个属，为藤本植物。该属共有约8种，分布于热带美洲。